# Stony Point (North Carolina)
Stony Point is een plaats (census-designated place) in de Amerikaanse staat North Carolina, en valt bestuurlijk gezien onder Alexander County en Iredell County.

## Demografie
Bij de volkstelling in 2000 werd het aantal inwoners vastgesteld op 1380.

## Geografie
Volgens het United States Census Bureau beslaat de plaats een oppervlakte van
7,7 km², geheel bestaande uit land. Stony Point ligt op ongeveer 335 m boven zeeniveau.

## Plaatsen in de nabije omgeving
De onderstaande figuur toont nabijgelegen plaatsen in een straal van 20 km rond Stony Point.